# Tetratheca paynterae
Tetratheca paynterae är en tvåhjärtbladig växtart. Tetratheca paynterae ingår i släktet Tetratheca och familjen Elaeocarpaceae.

## Underarter
Arten delas in i följande underarter:
- T. p. cremnobata
- T. p. paynterae